# Championnat du monde masculin de handball à onze 1959
Navigation
RFA 1955 Suisse 1963
La 5e édition du Championnat du monde masculin de handball à onze (en plein air) a eu lieu du 12 au 21 juin 1959 en Autriche.
Seulement sept pays, bien loin de la participation record de 1955 participent à la compétition après les forfaits successifs de la Belgique, de la France, de la Yougoslavie et de l'Espagne. L'Allemagne, qui présentait une équipe unifiée, était, elle, bien présente et, comme d'habitude, est devenue championne du monde pour la quatrième fois en quatre participation : vainqueur du Danemark puis de la Suède dans le tour préliminaire, les Allemands ont toutefois dû s'employer face à la Roumanie en finale (6-6 à la mi-temps et 14 à 11 score final). La Suède complète le podium aux dépens de l'Autriche.

## Modalités
La compétition est divisée en deux phases :
- une phase éliminatoire avec un tour préliminaire, en matchs simples joués dans l'un des deux pays ;
- la phase finale disputée en Autriche avec une phase de poules puis des matchs de classement dans le match pour la 3e place et la finale.

## Résultats

### Tour préliminaire
| Date   | Lieu     | Équipe 1 | Score   | Équipe 2    |
| ------ | -------- | -------- | ------- | ----------- |
| ? 1959 | Racibórz | Pologne  | 7 – 11  | Roumanie    |
| ? 1959 | ?,       | Hongrie  | forfait | Yougoslavie |
| ? 1959 | ?,       | Danemark | forfait | Belgique    |
| ? 1959 | ?,       | Espagne  | forfait | France      |

### Phase de poules
Une modification de dernière heure a été apportée à la composition des poules à la suite du forfait de l’équipe espagnole. Les Ibériques ont, en effet, décidé de ne pas y participer, arguant de difficultés financières et du fait que neuf de leurs internationaux, effectuant leur service militaire, sont indisponibles. Les Polonais, contactés pour remplacer les Espagnols, ont renoncé en raison des problèmes soulevés par l'obtention de passeports en dernière minute. 
C’est donc une équipe d’Autriche B qui joue dans la poule A avec l’Allemagne, la Suède et le Danemark, mais sans que les résultats soient officiellement comptabilisés.

#### Poule A
|   | Équipe            | Pts                     | J                       | G                       | N                       | P                       | Bp                      | Bc                      | Diff                    |
| - | ----------------- | ----------------------- | ----------------------- | ----------------------- | ----------------------- | ----------------------- | ----------------------- | ----------------------- | ----------------------- |
| 1 | Allemagne unifiée | 4                       | 2                       | 2                       | 0                       | 0                       | 37                      | 13                      | 24                      |
| 2 | Suède             | 2                       | 2                       | 1                       | 0                       | 1                       | 27                      | 22                      | 5                       |
| 3 | Danemark          | 0                       | 2                       | 0                       | 0                       | 2                       | 11                      | 40                      | -29                     |
| 4 | Autriche B        | Résultats non officiels | Résultats non officiels | Résultats non officiels | Résultats non officiels | Résultats non officiels | Résultats non officiels | Résultats non officiels | Résultats non officiels |

| Date                | Lieu       | Équipe 1          | Score       | Équipe 2   |
| ------------------- | ---------- | ----------------- | ----------- | ---------- |
| 14 juin 1959, 10h30 | Innsbruck  | Suède             | 9-2 (4-0)   | Autriche B |
| 14 juin 1959, 17h00 | Salzbourg  | Allemagne unifiée | 20-6 (9-2)  | Danemark   |
| 16 juin 1959, 18h00 | Klagenfurt | Autriche B        | 10-5 (5-3)  | Danemark   |
| 16 juin 1959, 18h30 | Linz       | Allemagne unifiée | 17-7 (8-3)  | Suède      |
| 18 juin 1959, 18h45 | Vienne     | Suède             | 20-5 (8-2)  | Danemark   |
| 18 juin 1959, 19h00 | Graz       | Allemagne unifiée | 19-5 (10-0) | Autriche B |

#### Poule B
|   | Équipe   | Pts | J | G | N | P | Bp | Bc | Diff |
| - | -------- | --- | - | - | - | - | -- | -- | ---- |
| 1 | Roumanie | 6   | 3 | 3 | 0 | 0 | 51 | 27 | 24   |
| 2 | Autriche | 4   | 3 | 2 | 0 | 1 | 37 | 46 | -9   |
| 3 | Suisse   | 2   | 3 | 1 | 0 | 2 | 33 | 36 | -3   |
| 4 | Hongrie  | 0   | 3 | 0 | 0 | 3 | 33 | 45 | -12  |

| Date                | Lieu     | Équipe 1 | Score        | Équipe 2 |
| ------------------- | -------- | -------- | ------------ | -------- |
| 13 juin 1959, 17h00 | Brégence | Suisse   | 11-7 (6-5)   | Hongrie  |
| 14 juin 1959, 18h00 | Krems    | Roumanie | 19-6 (9-4)   | Autriche |
| 16 juin 1959, 17h15 | Bruck    | Roumanie | 18-12 (9-4)  | Hongrie  |
| 16 juin 1959, 19h00 | Vienne   | Autriche | 15-13 (8-4)  | Suisse   |
| 18 juin 1959, 18h00 | Linz     | Autriche | 16-14 (10-8) | Hongrie  |
| 18 juin 1959, 18h30 | Baden    | Roumanie | 14-9 (7-4)   | Suisse   |

### Phase finale
| Match                  | Date                | Lieu   | Équipe 1          | Score       | Équipe 2   |
| ---------------------- | ------------------- | ------ | ----------------- | ----------- | ---------- |
| Match pour la 7e place | 20 juin 1959, 16h00 | Linz   | Hongrie           | 15-11 (5-5) | Autriche B |
| Match pour la 5e place | 21 juin 1959, 09h30 | Vienne | Suisse            | 17-7 (9-1)  | Danemark   |
| Match pour la 3e place | 20 juin 1959, 17h45 | Linz   | Suède             | 18-9 (7-6)  | Autriche   |
| Finale                 | 21 juin 1959, 10h45 | Vienne | Allemagne unifiée | 14-11 (6-6) | Roumanie   |

## Classement final
| Rang                      | Équipe            | J | G | N | P | Bp | Bc |
| ------------------------- | ----------------- | - | - | - | - | -- | -- |
| Médaille d'or, monde      | Allemagne unifiée | 6 | 3 | 0 | 0 | 51 | 24 |
| Médaille d'argent, monde  | Roumanie          | 6 | 3 | 0 | 1 | 62 | 44 |
| Médaille de bronze, monde | Suède             | 4 | 2 | 0 | 1 | 45 | 31 |
| 4                         | Autriche          | 4 | 2 | 0 | 2 | 46 | 64 |
| 5                         | Suisse            | 4 | 2 | 0 | 2 | 50 | 43 |
| 6                         | Danemark          | 2 | 1 | 0 | 3 | 18 | 57 |
| 7                         | Hongrie           | 2 | 1 | 0 | 3 | 33 | 45 |

## Meilleurs buteurs
Les meilleurs buteurs sont :
| Rang | Joueur            | Équipe            | Buts |
| ---- | ----------------- | ----------------- | ---- |
| 1    | Olimpiu Nodea     | Roumanie          | 28   |
| 2    | Sepp Steffelbauer | Autriche          | 27   |
| 3    | Aurel Bulgariu    | Roumanie          | 24   |
| 4    | Klaus-Dieter Matz | Allemagne unifiée | 18   |
| 5    | Armin Seiler      | Suisse            | 15   |
| 6    | Rudi Hirsch       | Allemagne unifiée | 13   |
| 6    | Kjell Jarlenius   | Suède             | 13   |

## Effectif des équipes sur le podium

### Champion du monde:Allemagne unifiée
L'effectif de l'équipe unifiée d'Allemagne, championne du monde, était :
- Dieter Nau (Eintracht Mombach) 2 matchs joués/0 buts marqués
- Heinz Sesselmann (Motor Fraureuth) 2/0
- Peter Baronsky (VfL Wolfsburg) 1/4
- Hans Lietz (Bayer Leverkusen) 2/0
- Erwin Porzner (TSV 1860 Ansbach) 3/1
- Hans Ruff (TSG Haßloch) 3/1
- Hinrich Schwenker (de) (ATSV Habenhausen) 3/9
- Paul Schwope (VfL Wolfsburg) 3/0
- Werner Tiemann (Bayer Leverkusen) 1/1
- Hans Haberhauffe (ASK Vorwärts Berlin) 2/5
- Rudi Hirsch (en) (SC Dynamo Berlin) 3/9
- Klaus-Dieter Matz (en) (SC Dynamo Berlin) 3/12
- Wolfgang Niescher (Motor Gohlis Nord) 2/2
- Waldemar Pappusch (ASK Vorwärts Berlin) 3/6
- Hans-Gert Stein (SC DHfK Leipzig) 1/0
- Hans-Jürgen Wende (SC Magdebourg) 3/1.

Entraîneurs
- Werner Vick (RFA)
- Heinz Seiler (RDA)

### Médaille d'argent:Roumanie
L'effectif de la Roumanie, vice-championne du monde, était
- Michael Redl (en)
- Rudolf Haberpursch
- Ion Iliescu
- Gheorghe Bădulescu
- Octavian Nițescu
- Constantin Șelaru
- Valentin Șelaru
- Gheorghe Covaci
- Árpád Barabás
- Olimpiu Nodea
- Virgil Hnat (en)
- Aurel Bulgariu (en)
- Mircea Costache I
- Cornel Oțelea
- Savin Marcu

Entraîneur
- Ioan Kunst-Ghermănescu
- Niculae Nedeff

### Médaille de bronze:Suède
L'effectif de la Suède, médaillée de bronze, était :
- Rune Nilsson
- Ingolf Segercrantz
- Jerker Tellander
- Stig Lennart Olsson
- Lennart Lorenzson
- Hans Olsson
- Lars-Axel Johansson
- Leif Andersson
- Kjell Jönsson
- Stig Nilsson
- Kjell Jarlenius
- Björn Gullström
- Uno Danielsson
- Göran Heider
- Olle Althin
- Bo Karnehammar

Entraîneur
- Curt Wadmark